# 斑點海蛇鯛
斑點海蛇鯛，為鱸形目鱸亞目擬雀鯛科的其中一種，分布於西印度洋紅海至亞丁灣、肯亞至莫三比克、馬達加斯加西部海域，深度1-15公尺，本魚身體細長，肩部有一黑色斑點，體後半部具有數列深色直條紋。背鰭硬棘2枚、背鰭軟條41-46枚;臀鰭硬棘0枚;臀鰭軟條33-39枚，體長可達15.5公分，棲息在水淺的礁石區，生活習性不明，可做為觀賞魚。

## 擴展閱讀
維基物種上的相關：斑點海蛇鯛